# あまい恋のビンづめ
『あまい恋のビンづめ』（あまいこいのビンづめ）は、別府ちづ子による日本の漫画作品。
『なかよし』（講談社）にて1974年7月号に連載された。

## 書誌情報
- あまい恋のビンづめ、初版発行日 1975年12月5日
  - 花むこ大脱走／あひるちゃん恋ぐるい